# Joe Chen
Dans ce nom chinois, le nom de famille, Chen, précède le nom personnel.
Pour les articles homonymes, voir Chen.
Joe Chen est née le 4 avril 1979 dans une petite ville de l'île de Taïwan). De son vrai nom Chén Qiáo Ēn (陳喬恩), elle est à la fois actrice, chanteuse et mannequin. Elle a d'ailleurs fait partie d'un groupe de musique, les 7 flowers (七朵花) où elle était la coleader. Elle est devenue l'une des célébrités taïwanaises les plus populaires notamment grâce à ses rôles principaux dans des séries télévisées taïwanaises aux côtés de Ethan Ruan, Blue et Sam Wang. 

## Dramas
| Année | Drama                                                                                               | Rôles                                                               |
| ----- | --------------------------------------------------------------------------------------------------- | ------------------------------------------------------------------- |
| 2003  | - 100% señorita (千金百分百)                                                                        | - Liang Xiao Feng (梁小凤) & Zhuang Fei Yang (庄飞扬)               |
| 2004  | - In love with a rich girl (爱上千金美眉)                                                           | - Albee (艾碧)                                                      |
| 2005  | - Prince turns into frog (王子变青蛙)                                                               | - Ye Tian Yu (叶天瑜)                                               |
| 2006  | - A game about love (剪刀石头布)                                                                    | - Ye Duo Li (叶朵丽)                                                |
| 2007  | - Ying Ye 3+1 (樱野三加一)                                                                          | - Xia Tian (夏天)                                                   |
| 2008  | - Fated to love you (命中注定我爱你)                                                                | - Elaine (陈欣怡)                                                   |
| 2009  | - Let's dance (守着阳光守着你) - Easy fortune happy life (福气又安康) - The girl in blue (佳期如梦) | - Ding Xiao Han (丁小寒) - Xie Fu An (谢福安) - You Jia Qi (尤佳期) |
| 2010  | - Chun Guang Can Lan Zhu Jiu Mei (春光灿烂猪九妹) - Girl in blue (佳期如梦)                         | - Zhu Jiu Mei (猪九妹) - You Jia Qi                                 |
| 2011  | - Beauties of the Emperor (王的女人)                                                                | - Lü Zhi                                                            |
| 2012  | - The queen of SOP (胜女的代价) - Beauties of the Emperor                                           | - Lin Xiao Jie - Lu Le                                              |
| 2013  | - Swordsman                                                                                         | - Dong Fang Bu Bai                                                  |
| 2015  | - Marry a Husband to Live - Destined to Love You - Cruel Romance                                    | - Chen Jiayu - Qian Bao Bao - Rong Jin Xiu                          |
| 2016  | - Stay with me (放弃我，抓紧我) - Candle in the tomb (鬼吹灯之精绝古城)                             | - Li Wei Wei - Shirley Yang                                         |
| 2017  | - Love actually                                                                                     | - An Qing Huan                                                      |

## Films
- 1996 : Young and Dangerous
- 2010 : Breaking the Waves
- 2011 : The Allure of Tears (en)
- 2015 : Our Times